# Ростропович, Леопольд Витольдович
Леопо́льд Витольдович Ростропо́вич (26 февраля 1892 — 31 июля 1942) — советский виолончелист, педагог и дирижёр, профессор Саратовской и Азербайджанской консерваторий. Заслуженный артист РСФСР (1935). Отец Мстислава Ростроповича.

## Биография
Родился в семье пианиста и педагога Витольда Ганнибаловича Ростроповича в Воронеже, куда тот прибыл в конце 1870-х годов. Мать — Матильда Александровна Пуле (1862— ок.1942).
Учился у виолончелиста Александра Александровича Лукинича. С 1904 года стал выступать в концертах. В 1905 году поступил в Петербургскую консерваторию в класс А.В.Вержбиловича, а по классу фортепиано занимался у А.Н.Есиповой. С 1909 года он обучал детей по классу виолончели в музыкальной школе Н. Быстрова и за педагогический труд позже получил звание  магистра музыки. В 1910 году окончил консерваторию с золотой медалью. Выступив в нескольких концертах в Санкт-Петербурге и Москве, отправился в турне по Европе: в Польшу, Францию, Великобританию.
В 1911 году вернулся в Россию, работал в Саратовской консерватории, а в 1912 году — в Санкт-Петербург и поступил в оркестр Мариинского театра. 
В 1913 году Леопольд стажировался в Париже в высшей студии виртуозов у виолончелиста и дирижера Пабло Казальса, и там же, в Париже, выступая в конкурсе, был удостоен 2-й премии Международного конкурса виолончелистов. Играл с оркестром Варшавской консерватории в Кракове и Лодзи. В Берлине Л.Ростропович завоевал звание «Первый виолончелист Европы» и в виде поощрения получил от музея Ф. Мендельсона виолончель работы Гварнери.  
В марте 1917 года Л. Ростропович по рекомендации С.М.Козолупова начал работу в Саратовской консерватории, давал там концерты. 

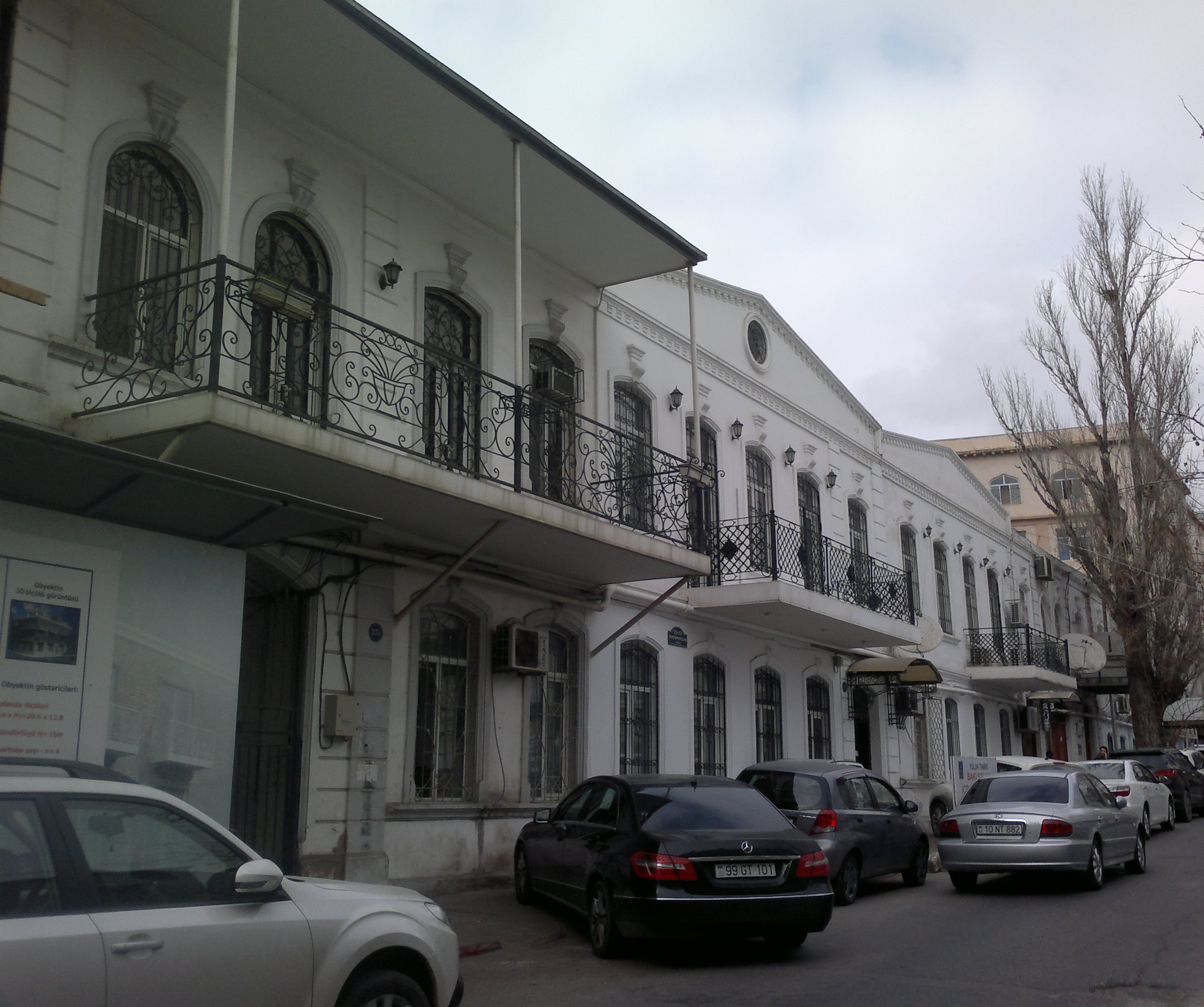
Дом в Баку, в котором жила семья Ростроповичей.

В 1920 году был арестован, приговорен к двум годам заключения, через год освобожден по амнистии. В 1922 году отправился в концертное турне: выступал в Москве, Петрограде, Гельсингфорсе, Оренбурге. Во время гастролей в Оренбурге познакомился со своей будущей супругой Ольгой Николаевной — она аккомпанировала Ростроповичу на фортепьяно.  В августе 1923 года состоялся прощальный концерт в Оренбурге, после чего молодая семья переехала в Саратов, куда Леопольд Витольдович был приглашен на работу в консерваторию. 
В 1925 году азербайджанский композитор Узеир Гаджибеков приглашает его в Баку. С 1925 по 1931 год Ростропович — профессор Азербайджанской консерватории. Проводил у себя на квартире репетиции струнного квартета, созданного из профессионалов-исполнителей — преподавателей Азербайджанской государственной консерватории (Ю. Эйдлин, Н. Цимберов, В. Адамский), и сам играл в его составе. Это был первый струнный квартет в истории азербайджанского музыкального искусства.
Осенью 1931 года вместе с семьёй переехал в Москву, где давал концерты и одновременно преподавал в школе имени Гнесиных. В 1935 году ему было присвоено звание Заслуженного артиста РСФСР.
В начале Великой Отечественной войны семья эвакуировалась в Оренбург, где Ростропович преподавал в музыкальном училище и подрабатывал игрой в кинотеатре.
31 июля 1942 года умер от сердечного приступа. Похоронен в Оренбурге на старом православном кладбище.

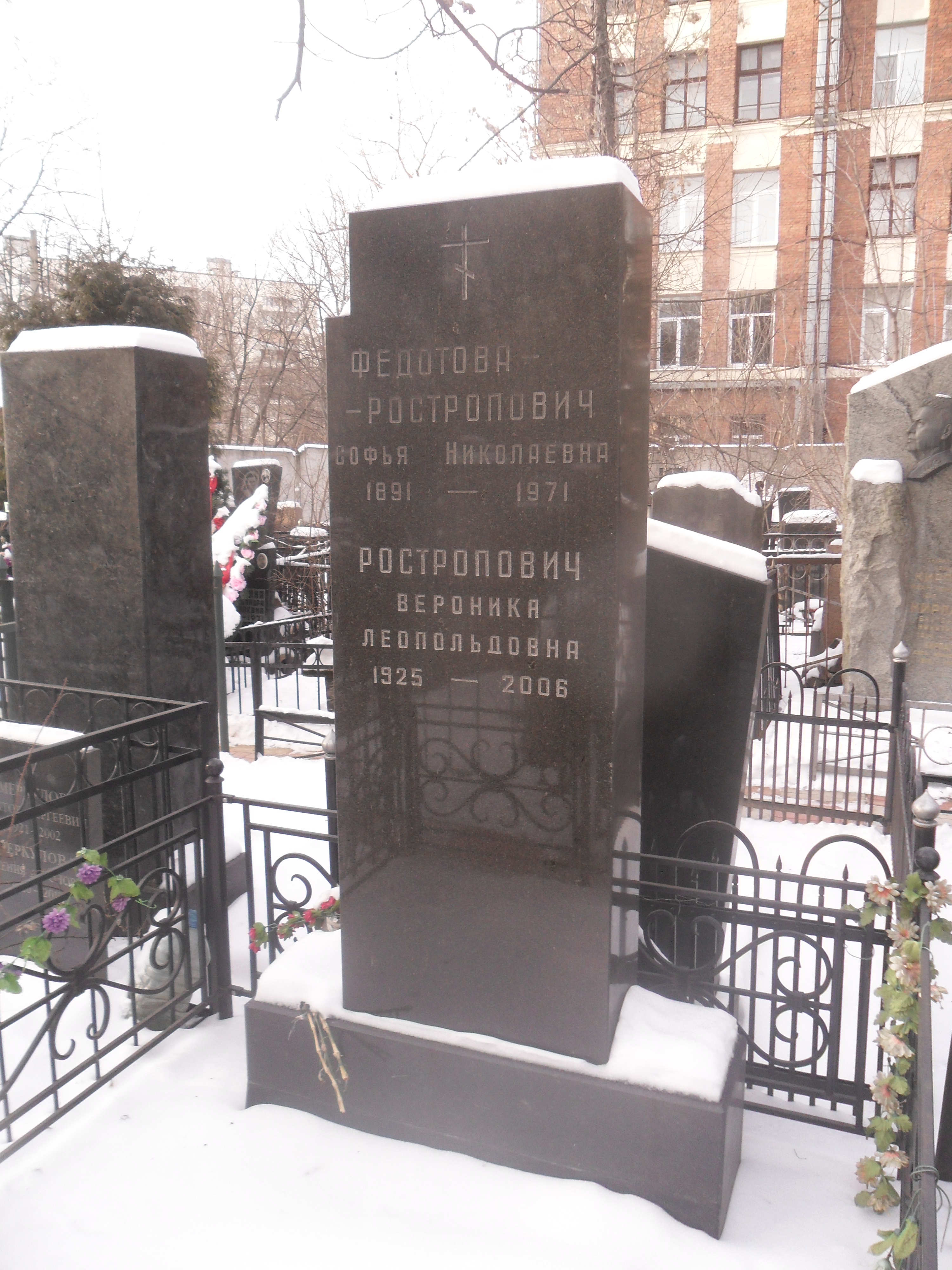
Могила жены и дочери Л. В. Ростроповича на 29-м участке Введенского кладбища Москвы.

## Семья
Его первая супруга умерла. С 1922 года был женат на Софье Николаевне Федотовой (1891—1971) — профессиональной пианистке, происходившей из оренбургской музыкальной семьи. Ее сестра — Надежда Козолупова-Фёдотова замужем за виолончелистом и педагогом С.М.Козолуповым. По другим сведениям, Софья Николаевна родилась в 1889 году, ее отец — учитель пения Второго оренбургского кадетского корпуса Николай Александрович Федотов (1859–1902), мать — Ольга Сергеевна (1860–1926). В 1906 году она учредила в Оренбурге музыкальные классы, которые в 1919 году стали основой для создания первой советской музыкальной школы в городе.
- Дочь — Вероника Леопольдовна Ростропович (Томашевская; 1925, Саратов—2006), музыкант (скрипка). Сын — Мстислав Михайлович Томашевский (род.1966), назван в честь дяди, Мстислава Ростроповича[9], его дед по отцовской линии — А.М.Томашевский.
- Сын — Мстислав Леопольдович Ростропович (1927, Баку—2007).

## Память
- В 1997 году после преобразования оренбургского музыкального училища в Оренбургский институт искусств ему было присвоено имя Леопольда и Мстислава Ростроповичей.
- В 2001 году в Оренбурге был открыт Дом-музей семьи Ростроповичей, филиал Оренбургского областного музея изобразительных искусств.
- Дом-музей Леопольда и Мстислава Ростроповичей в Баку.